# موموکو کیکوچی
موموکو کیکوچی (انگلیسی: Momoko Kikuchi؛ زادهٔ ۴ مهٔ ۱۹۶۸) هنرپیشه، سرگرمی، خوانندگی، scholar اهل ژاپن است.